# Siegfried Sassoon
Siegfried Loraine Sassoon (08 Tháng 9 năm 1886 – 01 tháng 9 năm 1967) là nhà thơ, nhà văn, người lính Anh trong Thế chiến I. Ông là một trong những nhà thơ hàng đầu của Chiến tranh thế giới thứ nhất (Cùng với Wilfred Owen và Rupert Brooke). Thơ của ông mô tả những nỗi kinh hoàng ở các chiến hào và khát vọng hòa bình của những người yêu nước chân chính, phản đối chủ nghĩa sô vanh hiếu chiến. Ông được trao huy chương vì sự dũng cảm trong Chiến trường phía Tây.

## Tiểu sử
Siegfried Sassoon sinh ra và lớn lên ở Matfield, Kent. Bố là người Do Thái, mẹ người Anh. Bố mẹ ly hôn khi Siegfried mới lên bốn. Siegfried Sassoon học lịch sử ở trường Cambridge trong các năm 1905 – 1907 nhưng sau đó bỏ học đi săn, chơi môn bóng gậy (cricket) và làm thơ.
Khi chiến tranh Thế giới thứ nhất nổ ra, Siegfried Sassoon tham gia quân đội. Tháng 11 năm 1915 Siegfried Sassoon đi sang Pháp, ở đây ông gặp và kết bạn thân với nhà thơ Robert Graves. Hai người thường xuyên trao đổi những vấn đề thơ ca với nhau. Siegfried Sassoon nổi tiếng là người lính gan dạ ngoài mặt trận. Tháng 6 năm 1916 ông được tặng Huân chương Thập tự cho những thành tích trong chiến đấu. Tuy nhiên kể từ năm 1917, sau cái chết của một vài người bạn, Siegfried Sassoon cảm thấy căm ghét cuộc chiến tranh phi nghĩa của người Anh và từng viết thư gửi Quốc hội phản đối cuộc chiến tranh này. Tháng 3 năm 1919 Siegfried Sassoon giải ngũ.
Sau chiến tranh, ông làm biên tập cho tờ báo Daily Herald. Thời gian này ông làm việc với nhiều nhà thơ, nhà văn nổi tiếng. Cuối năm 1919 ông được mời sang Mỹ diễn thuyết nhưng mọi chuyện không được suôn sẻ như dự tính. Ông bị hủy nhiều hợp đồng nên thù lao rất ít, tuy nhiên ông lại được trả tiền cho nhiều cuộc phỏng vấn của nhiều tờ báo và tạp chí. Năm 1933 ông cưới vợ và đến năm 1945 ly hôn, sống biệt lập với mọi người. Những năm cuối đời ông theo đạo Thiên Chúa.
Siegfried Sassoon mất tháng 9 năm 1967, hưởng thọ 80 tuổi.

## Một số tập thơ
- Thơ (Poems, 1906)
- Sonnet và thơ (Sonnets and verses, 1909)
- Những giai điệu (Melodies, 1913)
- Người thợ săn già (The old huntsman, 1917)
- Phản công (Counterattack, 1918)
- Theo dòng sự kiện (Sequences, 1956),
- Đường đến hòa bình (The path to peace, 1960)

## Một số bài thơ
| Tự tử trong chiến hào Tôi từng biết một người lính bình thường Người rất hay đùa cợt giữa đời thường Hay huýt gió như chim mỗi buổi sáng Và ngủ say trong bóng tối cô đơn. Vào một hôm trong chiến hào mùa đông Chẳng có rượu, giữa tiếng súng đì đùng Anh dí súng, nổ một viên vào trán Chẳng có ai nhắc một lời về anh. Và các người, những kẻ trong đám đông Đang hân hoan chào đón cuộc diễu binh Hãy cầu Chúa không rơi vào địa ngục Nơi giết tiếng cười, giết tuổi thanh xuân. Vinh quang của phụ nữ Chị em yêu chúng tôi như những anh hùng Khi trở về nhà nghỉ hoặc nhà thương Và chị em nghĩ rằng tinh thần hiệp sĩ Chuộc lại điều ô nhục của chiến tranh. Chúng tôi là đạn thịt, và chị em vui mừng Nghe kể về nguy hiểm một cách dịu dàng Và tặng vòng nguyệt quế cho lòng dũng cảm Cho những người đã chết trong chiến tranh. Chị em không tin người Anh có thể “ngừng” Khi mà khắp nơi, bốn phía đều hoảng loạn Đạp trên những xác chết, máu trào dâng. Ô, người mẹ Đức bên bếp lửa mơ màng Ngồi đan cho đứa con trai của mình đôi tất Khi gương mặt đứa con người ta đạp trong bùn. Trong chiến hào Tại sao bạn nằm mà đôi chân lóng ngóng Và tại sao đôi tay lạnh uốn cong Khuôn mặt bạn mệt mỏi. Thật đau lòng Nhìn gương mặt bạn úa vàng dưới nến. Tôi xốc bạn dậy, nắm lấy đôi vai Bạn mơ màng, lẩm bẩm, quay đầu lại Bạn còn quá trẻ để mà ngủ mãi Nhìn bạn ngủ, tôi ngỡ đã chết rồi. Mọi người đã hát Tất cả mọi người bỗng nhiên hát lớn Và tôi cảm thấy sảng khoái vô cùng Như chim bị giam hãm được xổ lồng Và đang cố sức vẫy vùng đôi cánh Để bay ra giữa xa thẳm đồi nương. Giọng hát mọi người đột ngột nâng lên Như ánh hoàng hôn ngập tràn vẻ đẹp Con tim khóc, qua đi nỗi kinh hoàng Và tất cả đều như chim, vui mừng Hát bài hát không lời sẽ còn muôn kiếp. Không biết em là ai Chỉ một điều anh biết Khi đưa tay lên mặt Nụ hoa bỗng héo gầy. Không biết em từ đâu Nhưng từ khi em đến Thì hồi chuông đang gióng Rộn rã trong tim này. Bản dịch của Hồ Thượng Tuy | Suicide in the Trenches I knew a simple soldier boy Who grinned at life in empty joy, Slept soundly through the lonesome dark, And whistled early with the lark. In winter trenches, cowed and glum, With crumps and lice and lack of rum, He put a bullet through his brain. No one spoke of him again. You snug-faced crowds with kindling eye Who cheer when soldier lads march by, Sneak home and pray you'll never know The hell where youth and laughter go. Glory of Women You love us when we're heroes, home on leave, Or wounded in a mentionable place. You worship decorations; you believe That chivalry redeems the war's disgrace. You make us shells. You listen with delight, By tales of dirt and danger fondly thrilled. You crown our distant ardours while we fight, And mourn our laurelled memories when we're killed. You can't believe that British troops 'retire' When hell's last horror breaks them, and they run, Trampling the terrible corpses--blind with blood. O German mother dreaming by the fire, While you are knitting socks to send your son His face is trodden deeper in the mud. The Dug-Out Why do you lie with your legs ungainly huddled, And one arm bent across your sullen, cold, Exhausted face? It hurts my heart to watch you, Deep-shadowed from the candle's guttering gold; And you wonder why I shake you by the shoulder; Drowsy, you mumble and sigh and turn your head... You are too young to fall asleep for ever; And when you sleep you remind me of the dead. Everyone Sang Everyone suddenly burst out singing; And I was filled with such delight As prisoned birds must find in freedom, Winging wildly across the white Orchards and dark-green fields; on - on - and out of sight. Everyone's voice was suddenly lifted; And beauty came like the setting sun: My heart was shaken with tears; and horror Drifted away... O, but Everyone Was a bird; and the song was wordless; the singing will never be done. What you are I cannot say Only this I know full well- When I touched your face today Drifts of blossom flushed and fell. Whence you came I cannot tell; Only with your joy you start Chime on chime from bell on bell In the clositers of my heart. |